# 悪徳学園
『悪徳学園』（あくとくがくえん）は、平井和正の短編SF小説。早川書房『SFマガジン』1969年10月臨時増刊号に掲載された。本作を表題作とした短編集も刊行されている。本項では主に短編小説について扱う。

## あらすじ
東京の私立中学校・博徳学園。だが、「博徳」とは名ばかりで、実際は腐敗・堕落した悪徳学園だった。転校生・犬神明は、ここで卒業を待つつもりだったが、女性教師・斎木美夜が赴任してきてから騒動に巻き込まれる。

## 登場人物
犬神明（いぬがみ あきら）
主人公。語り手も兼ねている（『アダルト・ウルフガイ』シリーズと同じ一人称小説）。
狼男で、あだ名はウルフ。敵視する人物は「ワン公」などと呼ぶ（他の犬神明と共通）。
中学3年生。クラスは〈はきだめ教室〉、席は最後尾。「学校無宿」を自認しているほど転校を重ねている。博徳学園には半年前に転校してきた。
斎木美夜（さいき みや）
新任の女性教師。〈はきだめ教室〉のクラス担任。担当科目は国語。
四国出身。そのため犬神伝承を聞かされて育った。犬神明の正体に薄々気がついており、親近感を持っている。
犬神明は、彼女のロングヘアーを西田佐知子になぞらえた。また「はきだめに鶴」とも。
郷明日子（ごう あすこ）
博徳学園の生徒。犬神明の恋人を自認している。学年・クラスは不明。
山本勝枝（やまもと かつえ）
犬神明の伯母で大富豪。渡欧中で作中には登場しない。
〈七人衆〉
学園を牛耳る不良グループ。7人とも〈はきだめ教室〉の生徒（彼らを集めたため〈はきだめ教室〉と呼ばれている）。
授業中に喫煙を行う、音楽を大音量でかける、などは日常的に行っている。教師への闇討ちも辞さないため、教師からも恐れられている。
鏡（かがみ）
リーダー格で刃物キチガイ。ニキビ面。郷明日子を暴行した。
野村（のむら）
通称ノム。身長188cm、体重88kgの巨漢。
黒田（くろだ）
通称クロ。小柄で非力だが、性格は偏執的で残忍。
その他のメンバー（氏名不詳）
キタロウ、シゲの2名以外は通称も不明。
その他の教師
沢村（さわむら）
教頭。小柄で気が弱い。
ハゲクマ
斎木の前任の担任。本名不明。30代半ばにして禿頭。
田所（たどころ）
生活指導の教師。
校長
犬神明に休学を申し出る。犬神明によると「イレブン・ドクターに似ている」、「エッチな話の方が似合う」。

## 『狼の紋章』との対比
犬神明と山本勝枝と田所と〈七人衆〉の黒田の4名を除いた登場人物の個人名の違い（斎木美夜と青鹿晶子など）や、名前やキャラクターの入れ替えなどがある。最も大きい相違点は、羽黒獰は暴力団組長（正確には組長代理の幹部）の息子だが、〈七人衆〉の鏡には暴力団とのつながりがないこと（「ある」とは明言されていない）。また、本作には神明（もしくは対応する人物）が登場しない。
本作の犬神明は、登場順では2番目であるが、シリーズを持たないため、他の2名より知名度は低い。

## 他の平井和正作品との関係
アダルト・ウルフガイシリーズ
本作の原型。
『狼の紋章』（ウルフガイシリーズ）
本作の設定を利用した作品。
ウルフランド
大学生となった犬神明（本作の）が登場する（『あいつと私』、『ウルフランド消滅』）。
魔女の標的
短編。斎木美夜が赴任してきた時の描写が、同作の女性教師（三輪真名児）赴任時の描写と似ている（池上遼一版『スパイダーマン』の『金色の目の魔女』も同じく）。
あとがき小説「ビューティフル・ドリーマー」
本作の主人公が超常現象研究家として登場。犬神明が“一刻館”に入居するという小説の構想もあったらしい。
女神變生
本作の主人公が大日高校“七人衆”の一人として登場。
地球樹の女神
妻木美夜（さいき みや）が鷹匠中学の女性教師として活躍。

## 収録
- エスパーお蘭 （早川書房 1971年）
- 悪徳学園 （ハヤカワ文庫JA 1974年、角川文庫 1975年）
- 月光学園 （出版芸術社 1994年）
- 日本SF傑作選4 平井和正 虎は目覚める/サイボーグ・ブルース （日下三蔵編集　ハヤカワ文庫JA　2018年）

## 短編集
SF短編小説集『悪徳学園』は、1974年にハヤカワ文庫JAから刊行され、翌1975年に角川文庫版が刊行された。すでに単行本で刊行していた短編集『虎は目覚める』 （1967年）、『エスパーお蘭』（1971年）の文庫化に際し、（分量が多かったため）3冊に再編したうちの2冊目にあたる。具体的には次のように再編された。
- 悪夢のかたち（1973年） - 『虎は目覚める』から一部を割愛し、タイトルも変更
- 悪徳学園 - 『エスパーお蘭』から一部を割愛し、タイトルも変更
- 虎は暗闇より（1974年） - 『虎は目覚める』『エスパーお蘭』から上記で割愛された作品を収録

ハヤカワ文庫JA版のあとがきで、平井は「これで、『悪徳学園という単行本はない』と説明する必要がなくなった」と述べている。
短編集『悪徳学園』には以下の作品が収録された。
- 悪徳学園
- 星新一の内的宇宙（インナー・スペース）
- 転生
- エスパーお蘭
- 親殺し

「星新一の内的宇宙」は、星新一や平井たちSF作家仲間の集まりを題材にしたショートショートであるが、「『狼男だよ』改竄事件」について触れている箇所がある。
なお、上述の『日本SF傑作選4 平井和正』に、これら5作のうち「親殺し」を除く4作が収録されている。